# Swezeyia maurellei
Swezeyia maurellei är en insektsart som beskrevs av Frederick Arthur Godfrey Muir 1927. Swezeyia maurellei ingår i släktet Swezeyia och familjen Derbidae. Inga underarter finns listade i Catalogue of Life.